# Natura Buddy
Natura Buddy (także Tathagatagarbha, Sugatagarbha; sans. Buddhatā, chiń. 佛性 fóxìng, kor. pulsŏng lub bulseong, jap. 仏性 busshō, wiet. phật tính, wylie: de bzhin gshegs pa’i snying po; chin. rulaizang) – esencja umysłu, najwyższa mądrość, absolutna natura wszystkiego, co istnieje, umożliwiająca osiągnięcie Oświecenia według buddyzmu. Nauki o naturze buddy według nauk mahajany, obok nauk o siunjacie, są najbardziej istotnymi naukami Buddy Siakjamuniego i związane są szczególnie z tzw. Trzecim Obrotem Kołem Dharmy Buddy oraz doktrynami czittamatra i madhjamaka.

## Geneza i znaczenie nauk o naturze buddy
Nauki o naturze buddy, choć występują w wielu sutrach, jak i późniejszych dziełach np. traktatach Nagardżuny, w szczególności pochodzą od przekazu 5 siastr pochodzących od bodhisattwy Maitrei i spisanych przez Asangę:
- Ozdoba sutr mahajany (skt. Mahāyāna-sūtrālamkāra-kārikā (lub -śāstra), chiń. Dacheng zhuanyan jing lun; wylie. theg pa chen po’i mdo sde’i rgyan)[a]
- Rozróżniając zjawiska i czystą istotę (skt. Dharma-dharmatā-vibhāga, wylie: chos dang chos nyid rnam par 'byed pa)
- Rozróżniając środek od skrajności (skt. Madhyānta-vibhāga-kārikā, chiń. Bianzhong bianlun song; wylie: dbus dang mtha’ rnam par 'byed pa)[b]
- Ozdoba czystej realizacji (skt. Abhisamaya-alamkāra, wylie: mngon par rtogs pa’i rgyan)
- Traktat o niezmiennej naturze (skt. (Ratna-gotra-vibhāga)Mahāyānottaratantra-śāstra, znana także jako Uttara-tantra-siastra, chiń. Jiujing yicheng baoxing lun; wylie: theg pa chen po rgyud bla ma’i bstan)[c]

Tathagatagarbha jest tam przyczyną, podstawowym warunkiem (stanu buddy). Dzięki jej obecności staje się możliwym osiągnięcie oświecenia, czyli stanu Buddy. Jest ona potencjałem stanu buddy i wszystkich doskonałych cech według mahajany, tj. trzech ciał buddy, podobnie, tak jak opisuje alegoria buddyjska (według siastry Uttara-tantra autorstwa Asangi) jak dzięki obecności rudy żelaza w minerale, można z niego otrzymać czyste żelazo.
Zgodnie ze wszystkimi sutrami Mahajany natura buddy jest prezentowana jako natura wszystkich znanych zjawisk i można w nich odnaleźć następujące cytaty:
W Candradipasutrze autorstwa Buddy (wylie: Zla-Ba sGron-Me’i mDo) jest napisane:
„Natura buddy obejmuje wszystkie istoty”.
W Dharmadhatu-stava siastrze autorstwa Nagardżuny jest fragment:
„Woda obecna w ziemi płynie niezanieczyszczona. Podobnie choć splamienia emocjonalne, pierwotna mądrość jest takowoż, obecna bez skaz.”
W Uttara-tantra-siastrze autorstwa Asangi jest mowa:
„(Istoty) są nieoddzielne od takości i (One) posiadają rodowód (w naturze buddy); zatem wszyscy są zawsze z naturą buddy.”
„Ta przejrzysta i świetlista natura umysłu jest niezmienna jak przestrzeń. Nie jest ona zakłócona przez pragnienie i inne przypadkowe zasłony, które wyrastają z niewłaściwych myśli”.
Ważne jednak jest, aby nauki o naturze Buddy nie traktować jako sprzeczne z naukami o „pustości” zjawisk (skt. Siunjata), ale jako uzupełnienie w celu kompleksowego opisania natury rzeczywistości (patrz: Natura Buddy a „pustość”). Natura buddy jest potocznie rozumiana również jako natura umysłu. Jednak nie jest to ścisłe rozumienie, gdyż należałoby wtedy zrównać „naturę umysłu” z „naturą buddy”, co przez to oznaczałoby, że umysł jest buddą i nawiązywało do nauk filozofii Czittamatra, która jest krytykowana przez Madhjamakę. Tantry opisują, że jest to przejrzysta i świetlista natura, która sama w sobie jest wielką błogością i mądrością Siunjata. Natury tej nie mogą ogarnąć mroki Niewiedzy oraz ma zdolności poznawania. Według nauk Mahamudry jest to „Zwykły Umysł” (ang. Ordinary Mind). Według nauk Dzogczen jest to „Rigpa”, Czysta Obecność. Natomiast według nauk tantr Jogi Najwyższej jest stanem przebywania Przejrzyste Światło, np. gdy osiągnie się rozpuszczenie wszystkich bardzo subtelnych wiatrów (sanskryt: prana) w fazie Dzogrim.
Nagardżuna w „Fundamentalnych Wersach o Madhjamace” (sanskryt: Prajñanamamulamadhyamakakarika) wyjaśnia:
To, co jest naturą Sugaty (Buddy). Jest naturą istot. Jakowoż Sugata nie posiada inherentnego istnienia, takowoż (czujące) istoty nie mają iherentnego istnienia (siunjata).
Jamgon Kongtrul Lodrö Thaye, badacz współczesnego buddyzmu tybetańskiego, dodaje:
„to co nazwane jest „samsarą” i „nirwaną” jest jedynie z perspektywy zjawisk wydających się (tylko) przejawiać (patrz pogląd madhjamaki). Inherentna, wrodzona natura ich obu to Przejrzyste Światło wolne od (konceptualnych) wytworów, które powiada się, że jest naturą buddy (wylie. bde bar gshegs pa’i snying po, sanskryt. sugatagarbha)”.
Longczenpa w komentarzu m.in. do Uttara-tantra-siastry przytacza 5 zalet nauk o naturze buddy:
- wszelkie obawy są rozproszone i z determinacją dąży się do wyzwolenia wiedząc, że nie jest trudno je zrealizować (gdyż się ma naturę buddy)
- lekceważenie istot jest porzucone i osiąga się szacunek do wszystkich istot niczym do Buddów (gdyż każda istota ma naturę buddy)
- niewiedza dotycząca ostatecznego znaczenia (zakrywająca) wizje ciał buddy i mądrości (buddy), jest usunięta i zrealizowana jest mądrość ostatecznej sfery (wylie. Don-Dam-Pa’i dByings)
- rozumiejąc naturę buddy w ten sposób usuwa się przecenianie istnienia i porzucanie nie istnienia, bądź wieczności lub nicości (błędów eternalizmu i nihilizmu), a rodzi się pierwotna mądrość doskonałego znaczenia
- usuwa się tożsamość „ja” i przywiązanie do niej, gdyż widzi się równość siebie i innych, oraz rozwija się wielką miłującą dobroć (bodhiczitta) względem innych

Uttara-tantra-siastra wyjaśnia:
„Gdyby nie istniała natura buddy; Nie zaistniałoby wyrzeczenie się cierpień; Nikt nie nabrałby chęci do nirwany, i nikt nie miałby aspiracji do niej tudzież nie szukałby jej. Ażeby rozpoznać cierpienie i szczęście oraz dobrodziejstwa, jak i szkody samsary czy nirwany; Rezultatem jest posiadanie rodowodu (w naturze buddy). Dopóty nie byłoby rodowodu, nikt nie posiadłby owych (cech)”
Należy podkreślić, że natura Buddy nie jest w buddyzmie jakimś ontologicznym „bytem”.
Nauki o naturze Buddy według doktryny jogaczara wyodrębniają trzy aspekty procesu realizacji stanu Buddy: (1) aspekt wyobrażony – odnoszący się do stanów konceptualnych przypisywanych na dualistyczne postrzeganie subiekt-obiekt, (2) aspekt zależny – odnoszący się do dualistycznych stanów subiekt-obiekt, (3) aspekt doskonale obecny – odnoszący do natury buddy poza wszelkimi stanami dualistycznymi i konceptualnymi.
„Trzy aspekty nie są trzema oddzielnymi ontologicznymi „bytami”. Nie jest tak, że wyjmując aspekt wyobrażony (1) od aspektu zależnego (2) osiągamy aspekt doskonale obecny (3), tak jak zarzuca się doktrynie czittamatra. Jogaczara naucza o aspekcie zależnym jako dynamicznym procesie porzucania iluzji jedynie. Ma to status soteriologiczny: Aspekt zależny (2) odpowiedzialny jest za kontynuację doświadczania, które z nieoczyszczonego od aspektu wyobrażonego dociera do aspektu doskonale obecnego poza wszelką iluzją. Od początku tego procesu coraz bardziej jest się obecnym swojej prawdziwej natury, natury Buddy”.
„Siunjata (brak tożsamości „ja” i zjawisk) jest po prostu innym określeniem podejścia do procesu leczenia naszych subiektywnych odniesień do wyobrażonych tożsamości. Tak długo jak jest błędne widzenie obiektów, również jest i subiektywny proces. Poprzez zrealizowanie, że obiekty są wyobrażone, subiektywny proces naturalnie ustaje. Z drugiej strony, jeśli obiekty miały by naprawdę istnieć, nie możliwym by było ich usunięcie”.
Tym niemniej przekaz nauk o naturze buddy podlegał wielu etapom rozwoju w buddyzmie, włącznie z uznawaniem go jak doktryny „tylko umysłu”, więcej czytaj w artykule czittamatra.

## Natura buddy w Chinach

### Wstępne informacje
We wczesnym buddyzmie zwyczajowo założono, że zwyczajna ludzka istota nie ma nadziei na osiągnięcie stanu buddy, dopóki nie wyzwoli się całkowicie z pożądań i światowych uwikłań. Aby to osiągnąć trzeba było poddać się długim seriom trudnych praktyk religijnych i dzięki temu można się było przenosić na coraz wyższe stopnie praktyki, aż do stopnia najwyższego – oświecenia. Temu między innymi służyły obrazy z poprzednich żywotów słynnych buddystów, którzy przez tysiące kalp praktykowali i dokonywali z samozaparciem różnych chwalebnych czynów, aż w końcu osiągnęli oświecenie. Były to zatem długotrwałe praktyki stopniowe, w których używano wielu pomocnych technik, tzw. „zręcznych środków” (skr. upaja). To do praktycznych i związanych z życiem Chińczyków nie przemawiało.
Chińczycy początkowo przyjęli pojęcie „natury buddy” razem z innymi terminami mahajany. I egzegeci chińscy różnie podchodzili do tekstów przywożonych z Indii do Chin. Słynny Xuanzang, chociaż żył w okresie Tang, tak polegał na autorytecie indyjskich mnichów, że jego egzegeza bardziej odpowiadała tradycjom V lub VI wieku, niż czasom mu współczesnym. Również szczególne używanie przez niego terminologii, cofało go do dawnego bardziej prymitywnego rozumienia mahajany. Doskonale jest to widoczne w reakcji np. Yunhua Zhiyana na „nowe” nauki Xuanzanga, które szkoła huayan określała mianem faxiang. Zhiyan podkreślił rolę doktryny, która stanie się głównym artykułem wiary we wszystkich tradycjach nowego buddyzmu, i którą była natura buddy, lub w bardziej technicznej nomenklaturze – tathāgatagarbha (chiń. rulaizang).
Doktryna ta była najpierw rozwijana w Indiach, a następnie w Chinach. Ogólnie oznacza potencjalność stanu Buddy, który „embrionicznie” istnieje w każdej odczuwającej istocie oraz także czystą zasadę stanu Buddy, która istnieje w każdej, nawet skalanej odczuwającej istocie. Gdy Chińczycy zabrali się za ten problem, przede wszystkim wprowadzili swój termin foxing, który oznacza „naturę buddy”. Przy czym zmienili także znaczenie słowa garbha, które właściwie zawsze znaczy „embrion” w sanskrycie, na zang/cang (chiń. 臧 pinyin zàng/cáng), które oznacza „łono”, „macicę” i „magazyn”.
Doktryna ta w Indiach była uważana za jedną z mniej ważnych i nie poświęcano jej zbytniej uwagi, ani nie powodowała jakichś krytycznych dyskusji. Natomiast w Chinach, w których buddyści pragnęli posiadać chiński buddyzm, który byłby odległą tradycją do indyjskiej mahajany z jej dwoma wielkimi tradycjami madhjamiki i jogaczary, była to doktryna centralna. Współgrała ona z pewnymi „odwiecznymi” zainteresowaniami rodzimej myśli chińskiej, z jej próbami zdefiniowania ludzkiej natury, wyjaśnieniem źródeł etycznych działań i odkryciem leżącej u podstawy ontologicznej matrycy, z której ewoluuje świat fenomenalny. Chińscy buddyści nie tylko cenili tę doktrynę za dostarczenie podstawy dla wiary w powszechną możliwość oświecenia, ale znaleźli w niej racjonalne uzasadnienie dla radykalnego odrzucenia madhjamicznej nauki o pustce i rozwinięcia wizji buddyzmu, który afirmuje życie na tym świecie.
W Chinach, jak zwykle, chodziło także o wymiar praktyczny, a więc jak pojęcie natury buddy wpływa na życie, a jak, w węższym stopniu, wpływa na praktykę buddyjską, a zwłaszcza jak pomoże rozwiązać dyskusyjny w Chinach problem nauk „stopniowych” i nauk „nagłych”, praktyki „stopniowej” i „nagłej” oraz „stopniowego” i „nagłego” oświecenia. Stopniowo poszerzano zakres natury buddy. W hinajanie pogląd o naturze buddy zasadniczo nie istnieje, a stan buddy jest osiągalny tylko dla niektórych i to po wielu kalpach wytężonej praktyki. Był to więc także dyskurs pomiędzy indyjskim „pesymizmem”, a chińskim „optymizmem”.

## Ewolucja pojęcia
Wejście mahajany w okres dojrzałości nazywa się trzecim obróceniem koła Dharmy. Związany z tym był podstawowy zwrot w buddyzmie, który doprowadził do tzw. filozofii bhedābheda (Absolut jest zarówno różny, jak i nie różny od swoich atrybutów), wyrażonej np. w Ratnagotravibhāga lub w mniejszym stopniu w Śrīmāladevīsiṃhanāndasūtra.
W powyższych sutrach tathatagarbha opisywana jest na dwa różne sposoby: 1. „Takość, która jest kojarzona z zanieczyszczeniem (skr. samalā tathatā), uważa się za element nieuwolniony z pudła zanieczyszczeń, tathagatagarbhy”. Lecz takość, która nie jest skojarzona z zanieczyszczeniem (skr. nirmalā tathatā) jest uważana za ten sam [element] (skr. sa eva) mający znak przemiany podstaw czy też zasad na etapie Buddy, dharmakaji Tathagaty. 2. Z drugiej strony, w innych częściach sutry nie ma już rozróżnienia pomiędzy czystym a nieczystym stanem. Jest to więc oczywisty paradoks i rozwiązanie jest następujące: w komentarzu do tej sutry Asanga napisał „Takość, która jest kojarzona z zanieczyszczeniem, jest w tym samym czasie czysta i skalana – jest to nie do pomyślenia (skr. acintya)”. I podobnie: „Takość, która nie jest kojarzona z zanieczyszczeniem, chociaż nie skalana przedtem, to jednak jest oczyszczona później – to także jest nie do pojęcia”. Jest to typowy przykład bhedābheda.
Gdyby nie istniały namiętności,
Wszyscy ludzie byli by wyzwoleni.
Gdyby nie było czystości,
Ich wysiłek byłby bezowocny.
Pustka zarówno ma, jak i nie ma namiętności;
Nie jest ona ani czysta ani nieczysta.
Umysł jest czysty z natury,
Ale zabrudzony przez przypadkowe namiętności.
Wersy te pochodzą z pracy Asangi Madhyānta-vibhāga (Rozróżnienie pomiędzy środkiem a krańcowościami) i są zainspirowane pragnieniem kroczenia drogą środkową (skr. madhya), pomiędzy krańcowościami (skr. anta) czystego i zanieczyszczonego, absolutnego i względnego. Kilkaset lat później te dwie krańcowości znaleźć można w dwu wierszach napisanych na ścianie klasztoru przez Huinenga i Yuquana Shenxiu. Wiersz Huinega odmawia istnienia zarówno lustra, jak i kurzu, który je brudzi, a wiersz Shenxiu przyznaje obu istnienie w takim stopniu, w jakim to jest konieczne, aby utrzymać umysł w celu oczyszczenia lustra z kurzu. Podejście Shenxiu jest stopniowe.
Daosheng (355–434) był zapewne pierwszym buddystą, który utrzymywał, iż wszyscy ludzie mogą osiągnąć oświecenie, ponieważ wszyscy posiadają naturę buddy. Takie jego radykalne poglądy spowodowały wyrzucenie go w 429 r. z Chang’anu. Ponieważ dysponowano wówczas tylko skróconymi tłumaczeniami sutry dokonanymi przez Faxiana w 405 r. i 411 r. nie znano prawdziwego znaczenia tej sutry. Gdy w rok później do miasta dotarła Sutra Nirwany przetłumaczona w 421 r. przez Dharmarakszę, okazało się, że w niczym nie pogwałcił słów Buddy i odzyskał dobre imię. Zachęcony wsparciem ideologicznym sutry Daosheng zaczyna głosić nową radykalną ideę o apriorycznym posiadaniu natury buddy (chiń. benyu foxing). Od teraz również i doktryna o nagłym oświeceniu jest mocno osadzona w doktrynie o powszechnej naturze buddy
Sinizacja buddyzmu przebiegająca w kulturze odmiennej od indyjskiej zmierzała w kierunku umożliwienia praktyki świeckim ludziom przy jednoczesnym wypełnianiu ich ról w społeczeństwie i w rodzinie, czym buddyzm indyjski w ogóle się nie zajmował. Aby dostosować praktykę buddyjskich laików wiele z nowych szkół chińskich zaadaptowało względnie mniejszy strumień myśli mahajany, który nigdy nie rozwinął się w Indiach do postaci jakiejś formalnej szkoły – czyli pojęcie tathagatagarbhy. Doktryna tathagatagarbhy twierdziła, że wszystkie odczuwające istoty są już buddą, a zatem już są wrodzenie oświecone. Ta koncepcja zmieniła zasadniczo cały kierunek rozwoju buddyzmu chińskiego, który zamiast zajmować się duchową świętością jako stanem pozaświatowej transcendencji – apofatycznie, a więc jako wygaszaniu uwarunkowanych rzeczy, lub katafatycznie, jako bezpośredniemu doświadczeniu błogości nirwany – zajął się rozpoznawaniem osobistych wielorakich wzajemnych związków z wszystkimi rzeczami świata. Tak powstała i rozwinęła się doktryna szkoły huayan o „niepowstrzymanym wzajemnym przenikaniu się wszystkich fenomenów” (chiń. shishi wu’ai).
Wyraźnie można zaobserwować różnice pomiędzy wczesnym buddyzmem, a tym zawartym w Sutrze Lankawatary. To, co wczesny buddyzm uważał za nie dający się zrozumieć stan zachwytu (samādhi, jhāna) w sutrze stało się stanem Tathāgaty (skr. tathāgatabhūmi), czyli łonem lub macicą Tathāgaty – tathāgatagarbhą. Było to rozumiane jako stan ostatecznego doświadczenia całkowicie wolnego od rozróżnień (skr. nirvikalpa), niewyobrażalnego (skr. nirābhāsa, w znaczeniu „nieobecności obrazów, wyobrażeń”) i dlatego nazywanego także nirvikalpaka-samādhi, a będącego najwyższym doświadczeniem dostępnym praktykującemu jogę, czyli jogaczarinowi. Jednak sutra ta stała się dostępna w języku chińskim dopiero po pierwszym jej tłumaczeniu przez Gunabhadrę w 443 r. (Lengqie ebatuoluobao jing). Drugie, ponaddwukrotnie dłuższe tłumaczenie powstało w 513 r. jako Rulengqie jing i zostało dokonane przez Bodhiruciego. Trzecie tłumaczenie Gunabhadry zostało ukończone w 704 r. i nosiło tytuł Dacheng rulengqie jing. Metafizyka Lanki w pewnym stopniu spetryfikowała chan, dlatego interesujące jest zwrócenie się chanu w stronę Diamentowej sutry, która w pewnym sensie była próbą powrotu do nauk Buddy, gdyż nauki stawały się coraz bardziej absolutystyczne, transcendentalne i metafizyczne.
Doktryna tathagatagarbhy była główną doktryną chińskiej szkoły faxiang, czyli jogaczary. Do tej tradycji odwoływał się Zhiyan, aby obalić nowe poglądy jogaczary przywiezione z Xuanzangiem. Te „nowe poglądy” Xuanzanga nie pasowały do rzeczywistości kształtującego się nowego chińskiego buddyzmu i były cofnięciem się myśli faxiang. Xuanzang za bardzo uwierzył w autorytet indyjskich nauczycieli, a jego nieobecność w Chinach, oderwała go od głównego kierunku zmian w buddyzmie chińskim. W swoich dwóch pracach: Wushi yao wenda i Kongmu zhang, Yunhua Zhiyan, patriarcha szkoły huayan wykorzystywał szereg doktrynalnych przyczynków, które poprzednio zostały rozwinięte przez takie szkoły jak dilun i shelun, chociaż oczywiście je tak przekształcał, aby służyły nowej wizji Dixina Dushuna. Z kolei Jingxi Zhanran, patriarcha szkoły tiantai w VIII wieku, w swoim dziele Jinpi lun twierdzi, że „roślina, drzewo, kamyk, drobinka kurzu – wszystkie mają wrodzoną naturę buddy, łącznie z innymi przyczynami i warunkami potrzebnymi aby osiągnąć stan buddy”. Odrzucał on więc twierdzenie Chengguana, czwartego patriarchy szkoły huayan, który zapewniał, że nieodczuwające istoty/byty nie mogą osiągnąć stanu buddy.
Tradycyjnie uważa się, iż początki chanu były związane z Lankawatarą. Jedynym tekstem, który można przypisać Bodhidharmie jest praca zatytułowana Erru sixing lun (Dyskurs o dwóch wejściach i czterech praktykach). Tekst znaleziony w Dunhuangu zawiera wstęp napisany przez jego ucznia Tanlina. Największy wpływ na dzieło Bodhidharmy miała, wg Seizana Yanagidy, Sutra Wimalakirtiego. W okresie ustalenia się szkoły Wschodniej Góry pojawiła się w VII w. nowa sutra będąca chińskim apokryfem Jingang sanmei jing (Sutra diamentowego samadhi). Zapewne celem jej powstania było powiązanie tekstu Bodhidharmy z ówczesnymi tendencjami w myśli Wschodniej Góry i w tym samym czasie związać je ze słowami samego Buddy. Sutra ta jest pod wielkim wpływem idei Lankawatary i wprowadziła pojęcie tathagatagarby do wczesnego chanu. Ponieważ szkoła miała już wówczas wielu wyznawców takie wzmocnienie słowami Buddy, wzmacniało tę szkołę jeszcze bardziej.
Jedną z pierwszych chińskich prób podejścia do doktryny natury buddy był apokryficzny tekst (jeden z wielu) Przebudzenie wiary w mahajanie (chiń. Dasheng qixin lun), który wywrze olbrzymi wpływ na chińskie rozważania. Fakt, że doktryny tathagatagarbhy i alajawidźniany można rozpatrywać jako uzupełniające się nawzajem, prawdopodobnie pojawił się po raz pierwszy w Lankawatarze. Ta idea syntezy została przeniesiona w bardziej systematycznej postaci do Przebudzenia wiary w mahajanie, tekstu o dość niejasnym pochodzeniu. W tekście tym definiuje się tathagatagarbhę jako absolutny umysł takości (chiń. zhenru yixin), który po analizie ma dwa aspekty: absolutny (chiń. bubian), który określany jest jako „umysł jak takość” (chiń. xin zhenru), oraz uwarunkowany (chiń. suiyuan), określany jako „umysł, który jest przedmiotem narodzin i śmierci” (chiń. xin shengmie). Pierwszy aspekt odpowiada tathagatagarbhie, jaką jest naprawdę – czyli dharmakają. Drugi aspekt odpowiada tathagatagarbhie jako dharmakaji pełnej skalań. Co więcej, uwarunkowany aspekt tathagatagarbhy (umysł jako przedmiot narodzin i śmierci) jest utożsamiany z alajawidźnianą, która jest definiowana jako „zmieszanie tego, co nie jest przedmiotem narodzin i śmierci z tym, co jest przedmiotem narodzin i śmierci w taki sposób, że nie są ani jednym, ani różnym”. Ponieważ alajawidźniana jest określana jako miejsce, gdzie te dwa aspekty umysłu współdziałają, zatem one działają jako dynamiczny czynnik w równaniu umysłu przez zawieranie w sobie potencjalności zarówno oświecenia (chiń. jue), jak i nie oświecenia (chiń. bujue). Doktryna tathagatagarbhy była szczególnie widoczna w naukach Daoxina i Hongrena, czwartego i piątego patriarchy chan. Z tą ideą związana była praktyka zwana „samadhi jednej praktyki” (chiń. yixing sanmei), przejęta przez chan ze szkoły tiantai i oczywiście odpowiednio zmodyfikowana.
Dla chanu poszukiwanie czyjejś własnej natury i stanu buddy stało się obsesyjne (skr. prapañca). Z dwóch wierszy napisanych na ścianie klasztoru, wiersz analfabety Huinenga reprezentuje porzucenie poszukiwań metafizycznej substancji, czyli czyjejś własnej natury, utożsamianej z ostateczną rzeczywistością na najwyższym etapie medytacji, a rozpoznaje ostateczny cel w stanie buddy, co Diamentowa sutra opisała jako dharmakaję. Jest to więc dekonstrukcja metafizycznych pojęć, bez równoczesnego odrzucenia pojęć. Wyrażenie „natura buddy jest zawsze jasna i czysta” nie powinno być rozpatrywane w ramach metafizycznych pojęć o naturze buddy, która jest przez wielu rozumiana jako wieczna rzeczywistość czy też substancja wrodzenie obecna we wszystkich istotach ludzkich. Dlatego właśnie Huineng jest opisywany jako analfabeta; jest to symboliczne przedstawienie niewinności, która nie dopuszcza ontologicznego zaangażowania.
Dla Huinenga wystarczające było urzeczywistnienie natury nauk Buddy, tak jak przed nim osiągnęli to Nagardżuna, Wasubandhu i Dignaga odchodząc od transcendencji metafizycznych rozwiązań. Dlatego też Hongren, obawiając się, że Huineng będzie musiał stawić czoła dogmatycznie i konserwatywnie myślącym mnichom, przekazuje mu szatę, która zatwierdza go jako szóstego patriarchę i wysyła go daleko mówiąc: „Od najdawniejszych czasów przekaz Dharmy był tak nieistotny jak zwisająca nić. Jeśli tu zostaniesz, są tu ludzie, którzy będą chcieli cię skrzywdzić. Musisz natychmiast odejść”. Tym niebezpieczeństwem byli ludzie podatni na absolutystyczne myślenie w takiej czy innej formie. Nauki Huinenga i Hezego Shenhuia były bardziej radykalne od poprzednich patriarchów chan. Huineng odszedł od wyraźnego utożsamiania się z doktryną tathagatagarbhy, ale równocześnie nie odrzucił jej całkowicie, o czym świadczy fraza zaczerpnięta z nauk Południowej szkoły chan o „postrzeganiu natury” (chiń. jianxing, jap. kenshō).
Cytaty z Sutry Szóstego Patriarchy Huinenga:
W ułudzie, Budda jest odczuwającą istotą;
Przebudzona, odczuwająca istota jest Buddą.
W niewiedzy, Budda jest odczuwającą istotą;
Z mądrością, odczuwająca istota jest Buddą.
Gdy umysł jest wypaczony, Budda jest odczuwającą istotą;
Gdy umysł jest bezstronny, odczuwająca istota jest Buddą.
Kiedy tylko wypaczony umysł jest utworzony,
Budda jest ukryty w odczuwającej istocie.
Jeśli w jednej chwili myśli staniemy się bezstronni,
Te odczuwające istoty są same Buddą.
W tym naszym umyśle istnieje Budda,
Nasz własny Budda jest prawdziwym Buddą.
Jeśli nie mamy w sobie umysłu Buddy,
To wtedy gdzie poszukamy Buddy?
Pierwsza część tego tekstu przypomina słynne wyrażenia Nagardżuny (nazywane „przewrotem kopernikańskim”) odnośnie do samsary i nirwany zawarte w jego Mūlamadhyamakakārikā:
न निर्वाणसमारोपो न संसारापकषणम्
na nirvāṇasamāropo na saṁsārāpakaṣaṇam
यत्र कस्तत्र संसारो निर्वाणं किं विकल्प्यते
yatra kastatra saṁsāro nirvāṇaṁ kiṁ vikalpyate
Gdzie nie ma ani dodania nirwany, ani odjęcia samsary;
Zatem czym samsara różni się od nirwany?
oraz
न संसारस्य निर्वाणात् किं चिद् अस्ति विशेषणं
na saṁsārasya nirvāṇāt kiṁ cid asti viśeṣaṇaṁ
Nie ma niczego w samsarze różniącego się of nirwany.
न निर्वाणस्य संसारात् किं चिद् अस्ति विशेषणं। १९
na nirvāṇasya saṁsārāt kiṁ cid asti viśeṣaṇaṁ
Nie ma niczego w nirwanie różniącego się od samsary.
निर्वाणस्य च या कोटिः।कोटिः। संसरणस्य च
nirvāṇasya ca yā koṭiḥ koṭiḥ
Oto granica, która jest granicą nirwany i granicą samsary,
न तयोर् अन्तरं किंचित् सुसूक्ष्मम् अपि विद्यते। २०
na tayor antaraṁ kiñcit susūkśmam api vidyate
Nawet bardzo subtelnej przerwy nie znajdziecie [pomiędzy] nimi.
Ponieważ doktryna tathagatagarbhy wymuszała niejako nagłość oświecenia (chiń. dunwu) i tym samym likwidowała właściwie „zręczne środki” (skr. upaja), chan zaczął podkreślać rolę wiary, której kwintesencją były nauki mistrza Linji Yixuana. Linji wielokrotnie w swoich mowach podkreślał, że gdyby tylko wiara mnichów w prawdę ich wrodzonego stanu buddy była wystarczająca, to byliby oświeceni natychmiast i nie musieliby stać się oświeconymi. Jak powiedział: „Osiąganie jest osiągnięte nagle, bez wymaganego czasu, bez praktyki, bez urzeczywistniania, bez zysku, bez utraty...”. Z odpowiednią wiarą uczeń natychmiast urzeczywistnia wrodzoną oświeconą istotę swojego własnego umysłu, który Linji nazwał „prawdziwym człowiekiem bez rang” (chiń. wuwei zhenren). Ta forma kultywacji przywróciła praktyce chan podstawowe dla szkoły chan skupienie się na bezpośrednim doświadczeniu istoty umysłu, jak to wyrażono zdaniem „zobaczyć naturę i osiągnąć stan buddy”.
Wiara dla Linji była zarówno środkiem, jak i końcem praktyki, katalizatorem oświecenia, jak i jego uwieńczeniem. Rozwijając wiarę, uczeń zaczyna rozumieć podstawową obietnicę chińskiego buddyzmu, że jego naturalny stan umysłu jest samym oświeceniem. Gdy wszystkie wątpliwości odnośnie do wrodzonego stanu buddy są rozwiązane dzięki doskonałości wiary, wiara i oświecenie zostają urzeczywistnione jako nakładające się na siebie.
Interpretacja wiary przez Linji jako działaniu wrodzonej natury umysłu przypomina o ważnym miejscu doktryny tathagatagarbhy ogólnie w chińskiej myśli buddyjskiej, a w praktyce i retoryce chan w szczególności. W doktrynie tathagatagarbhy wiara jest zasadniczym soteriologicznym narzędziem pomagającym w urzeczywistnieniu wewnętrznego oświecenia. W Ratnagotrawibhadze, głównym indyjskim traktacie o tej doktrynie czytamy: „Najwyższa prawda buddów może być zrozumiana jedynie dzięki wierze; ślepiec naprawdę nie jest zdolny zobaczyć jarzącej się kuli słońca”. Jak „prawdziwy człowiek bez rang”, pojęcie tathagatagarbhy sugeruje, iż „nie ma niczego do usunięcia i absolutnie niczego do dodania. Prawda powinna być postrzegana taka jaka jest, a ten, kto widzi prawdę, będzie wyzwolony”. Takie zredukowanie buddyjskiej religijności do pojedynczego czynnika wiary, zaoferowało chanowi drogę do uczynienia praktycznym jego wewnętrznego, wrodzonego oświecenia.